# 30778 Döblin
30778 Döblin è un asteroide della fascia principale. Scoperto nel 1987, presenta un'orbita caratterizzata da un semiasse maggiore pari a 2,7144612 UA e da un'eccentricità di 0,0983403, inclinata di 8,20137° rispetto all'eclittica.